# Еро Бек
Еро Бек (9 лютого 1910, Гельсінкі — 7 січня 1990) — фінський шахіст, гросмейстер від 1984 року.

## Шахова кар'єра
Від 1931 до 1963 року сім разів виграв медаль на чемпіонаті Фінляндії, зокрема, 6 разів (1931, 1934, 1935, 1936, 1946, 1963) золоту. У складі національної команди учасник шести шахових олімпіад між 1935 і 1960 роками (зокрема 3 рази виступив на першій шахівниці), загалом на них зіграв 86 партій, у яких набрав 46½ очка. Найбільшого свого успіху досягнув на зональному турнірі ФІДЕ в Гельсінках 1947 року, де він поділив 1-2-ге місце (разом з Йостою Штольцем) i завдяки цьому кваліфікувався на 1-й в історії міжзональний турнір, який відбувся 1948 року в Сальтшобадені. На тому турнірі виступив не дуже добре, поділивши 11-13-е місце зі Светозаром Глігоричем і Васьою Пірцом. Учасник матчів Естонська РСР — Фінляндія. Найкращі результати в інших міжнародних змаганнях: Гельсінкі (1935) — 1-2-е (з Рудольфом Шпільманном); Ленінград (1946) — 2-5-е; Краків — 3-5-е; (1959, позаду Віктора Корчного)); Стокгольм (1960/1961) — 4-е місця.
Національним майстром став у 1930 році.
Бек також був автором шахових книжок, присвячених дебютам, мітельшпілю, комбінаційній грі, а також коментарям окремих партій. Видав, зокрема, Shakkipelin oppikirja (1936—1937), Ottelut Suomen shakkimestaruudesta (1934), Shakkistrategiaa ja -taktiikkaa. kokoelma pelejäni VV 1928-42 (1945), 120 lyhyttä loistopeliä (1949) а також Mestarin mietteitä (1985, ISBN 951-95916-0-5).
1950 року здобув звання міжнародного майстра. Крім того, 1984 року, за досягнення минулих років, ФІДЕ присудила йому почесне звання гросмейстера.